# North Highlands (Kalifornija)
North Highlands je naseljeno područje za statističke svrhe u američkoj saveznoj državi Kalifornija. Prema popisu stanovništva iz 2010. u njemu je živjelo 42.694 stanovnika.